# 同普路
同普路是中華人民共和國上海市普陀區一條東西走向道路，道路西起涇陽路，東至大渡河路，全长1504米，宽9.4米至21米。道路於1950年修筑，路名來自於西康省同普縣。